# Dipterocarpus alatus
Espèce
Classification phylogénétique
Statut de conservation UICN

 VU  : Vulnérable

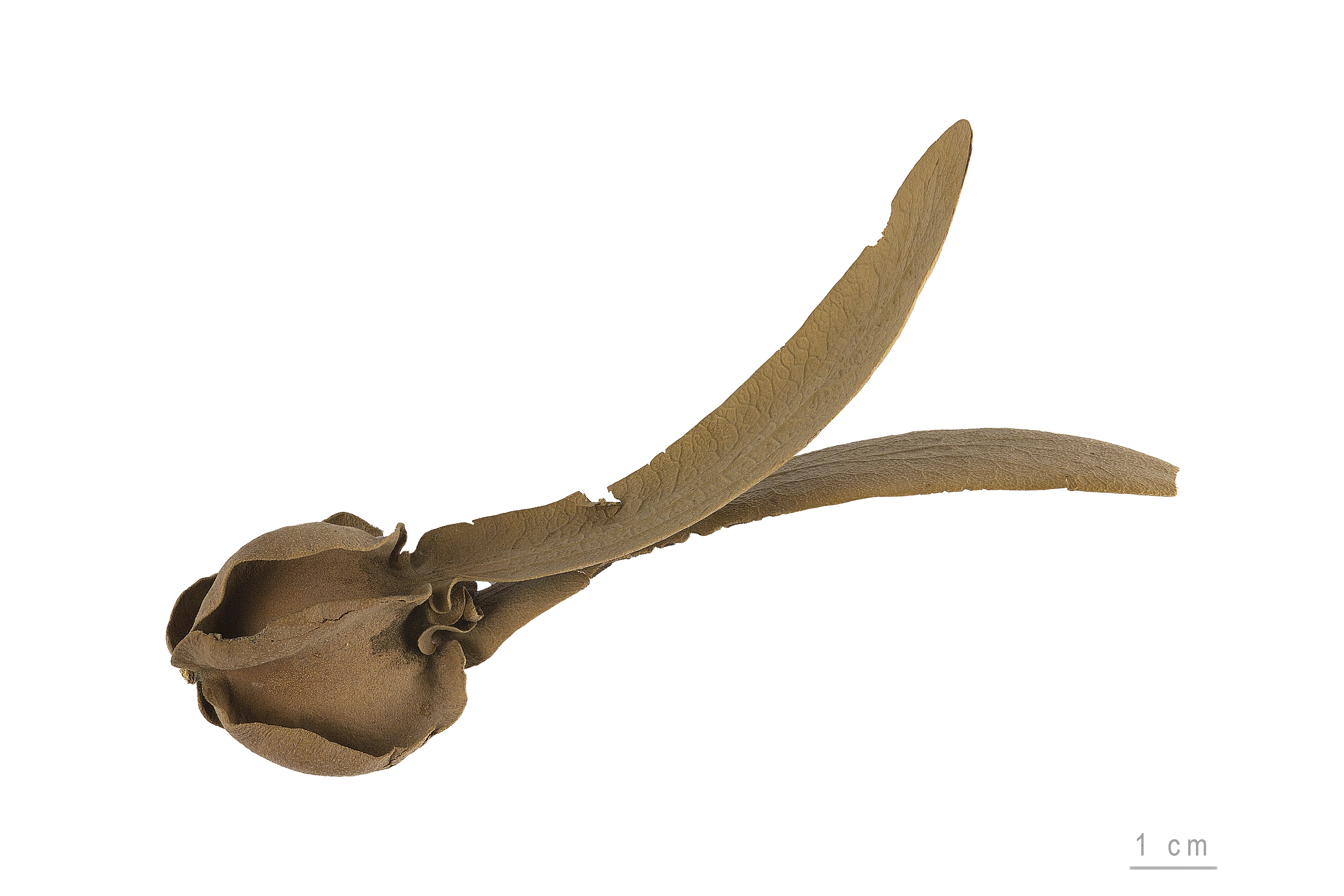
Graine ailée du Dipterocarpus alatus - Muséum de Toulouse

Le Dipterocarpus alatus est un arbre sempervirent originaire des forêts tropicales humides des plaines d'Asie du sud-est, de la famille des Diptérocarpacées.
C'est un très grand arbre dit émergent car, quand il mesure 45 mètres de haut, il domine et émerge incontestablement au-dessus de la forêt et de la canopée.

## Description

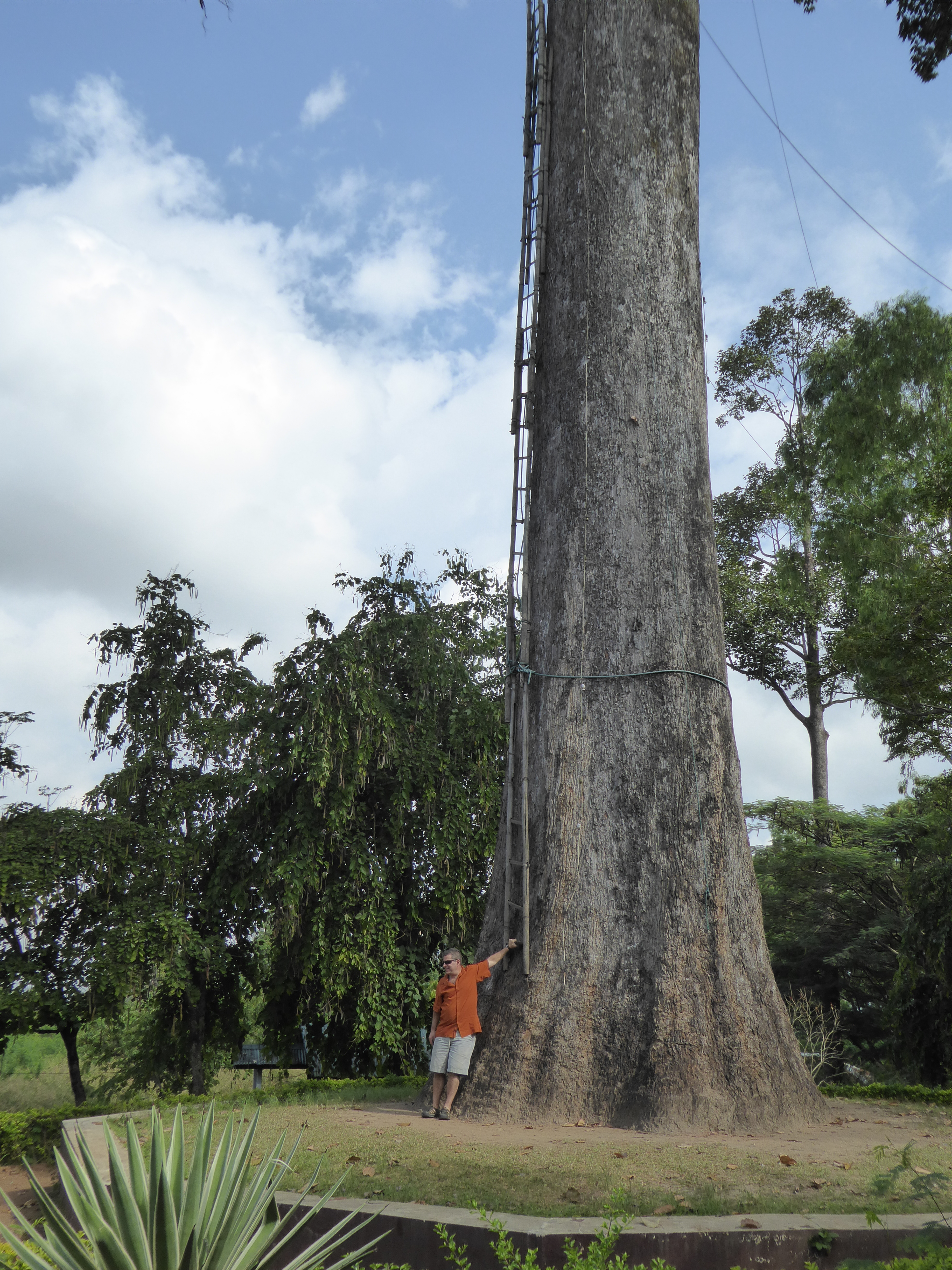
Dipteracarpus alatus en Birmanie

Le dipterocarpus alatus peut mesurer jusqu'à 45 mètres de haut (parfois plus), son tronc a un diamètre qui peut dépasser les deux mètres.

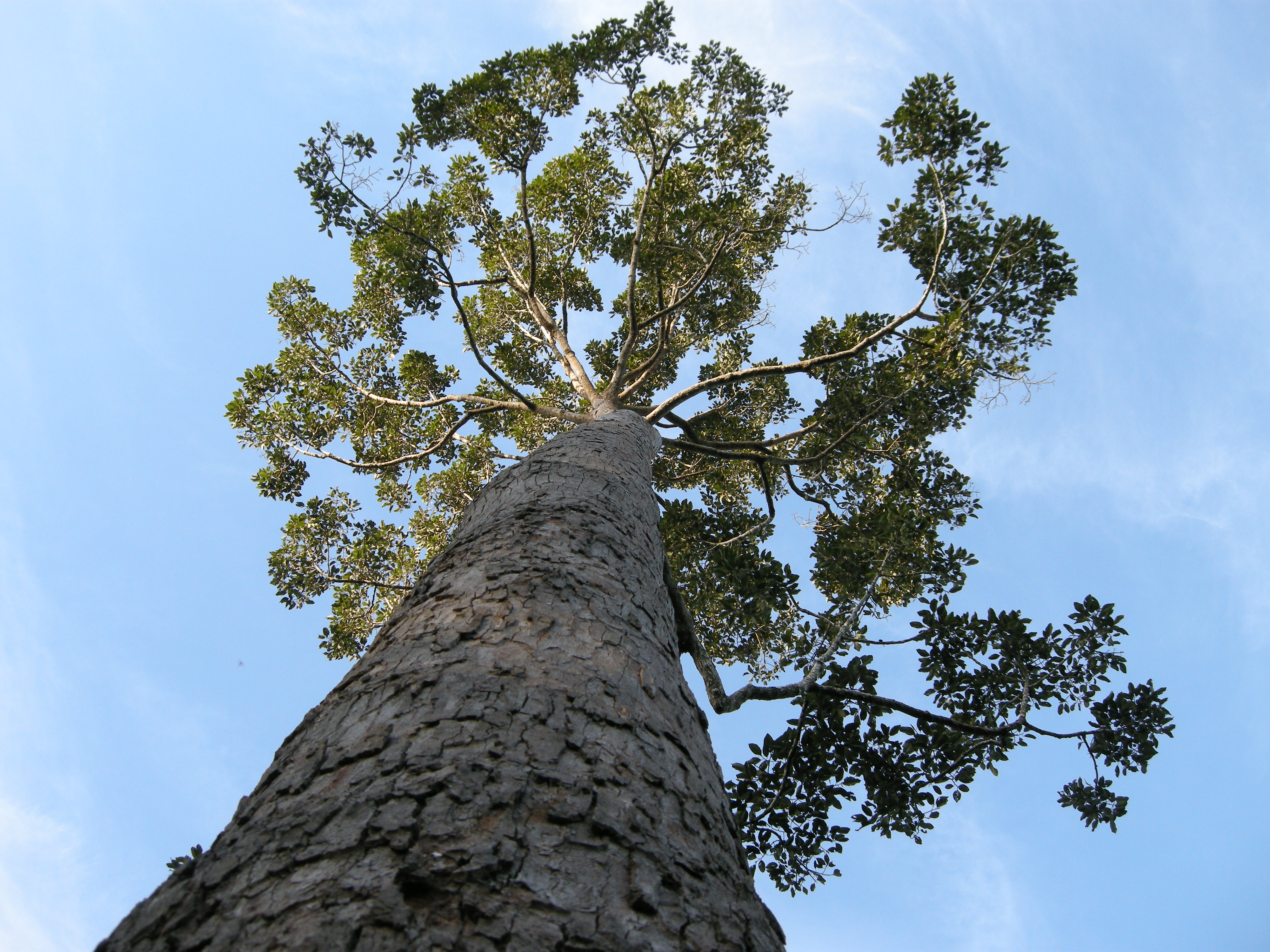
Dipterocarpus alatus, Sanctuaire de faune de Khao Soi Dao, Thaïlande

Dans les très grands arbres, les branches les plus basses sont à plus du 20 m du sol.

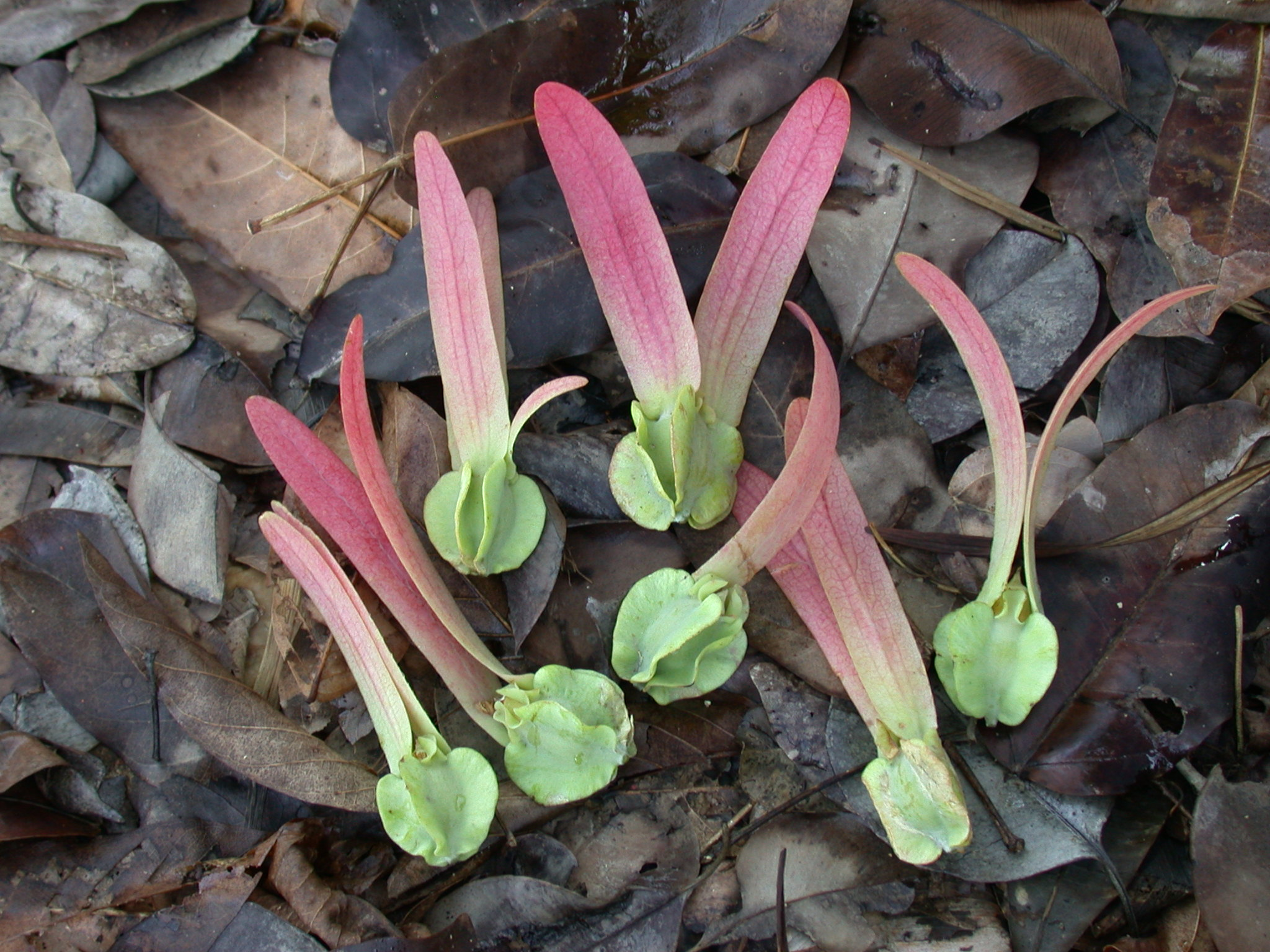
Graines ailées du Dipterocarpus alatus, Sanctuaire de faune de Khao Soi Dao, Thaïlande

Il a des graines ailées aux ailettes rouge vif atteignant 10 cm qui "volent" pour atteindre une autre partie de la forêt.

## L'arbre Yang Na Yai de l'île de Ko Pha Ngan

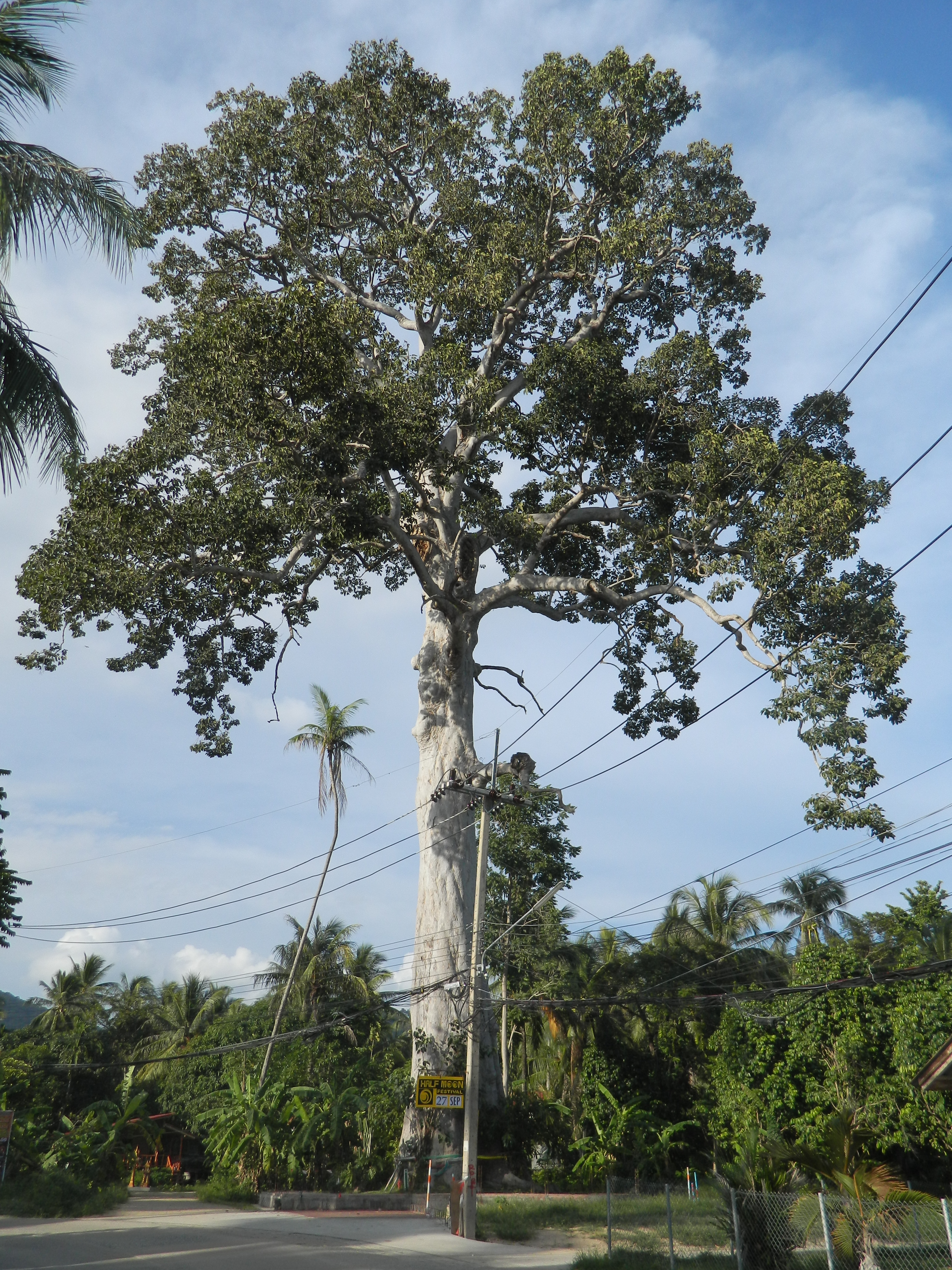
Arbre Yang Na Yai, Ko Pha Ngan

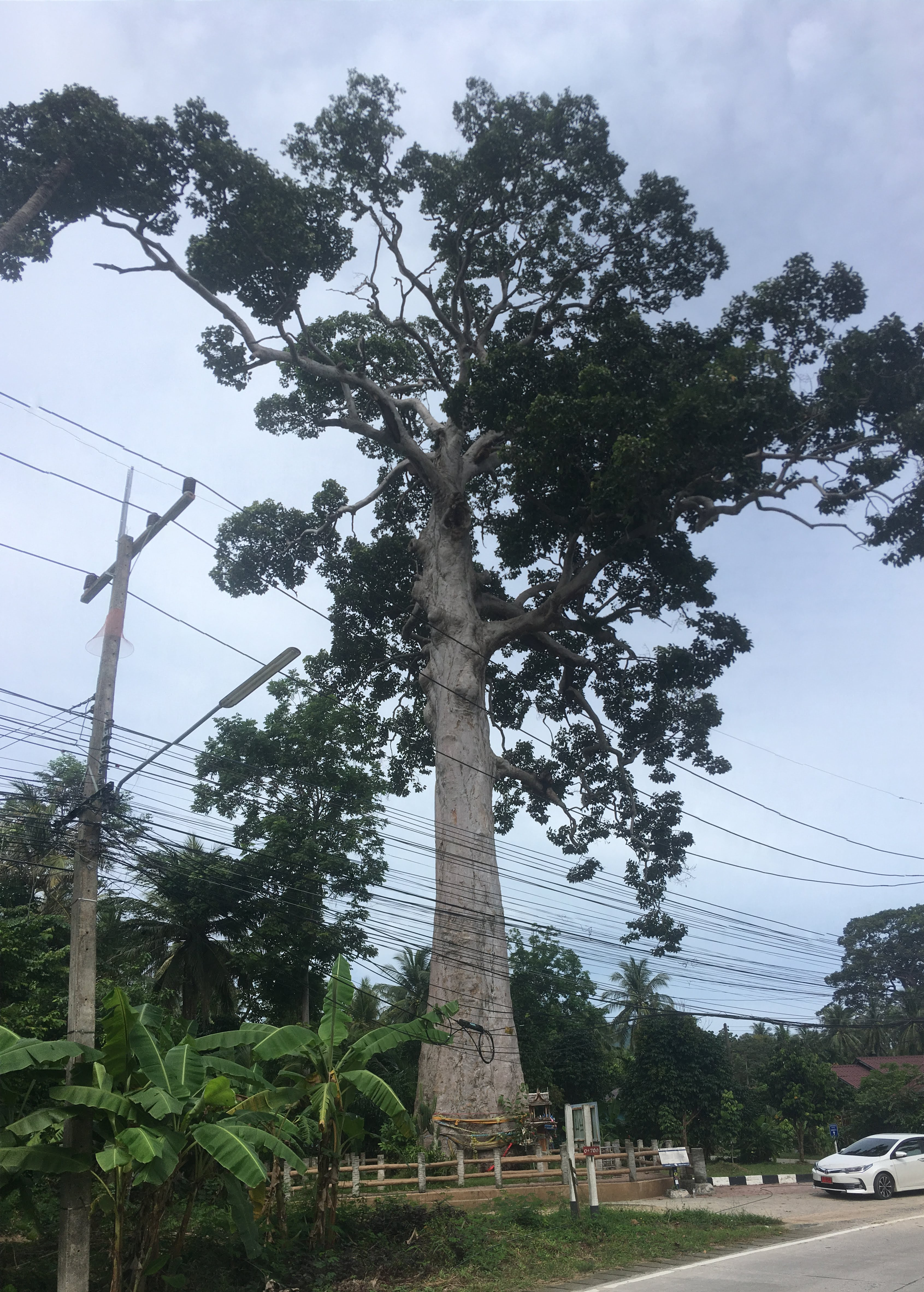
Le plus grand dipterocarpus altus de Thaïlande : 53,5 mètres de haut
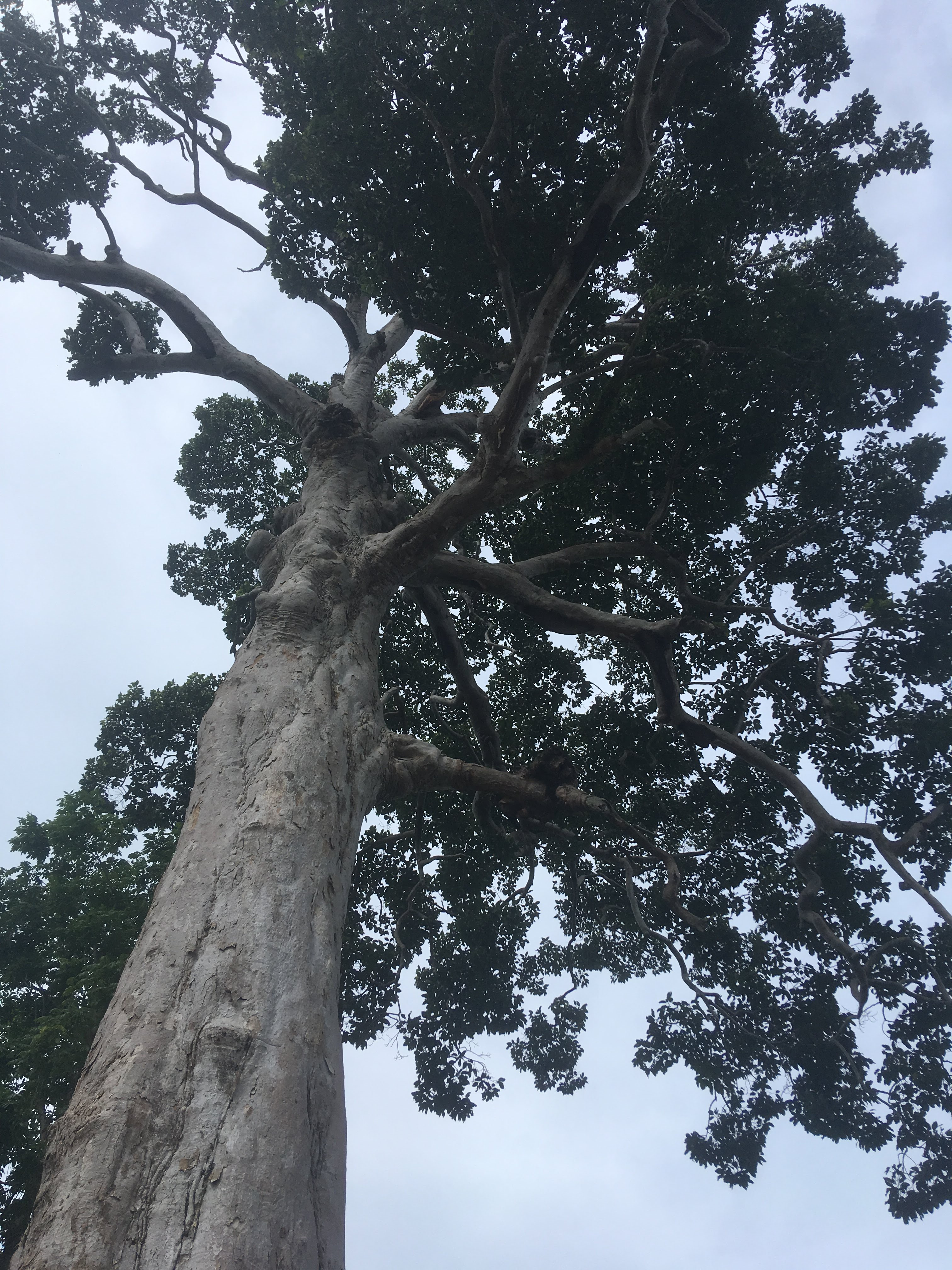
Ses branches les plus basses à plus de 20 mètres de haut.
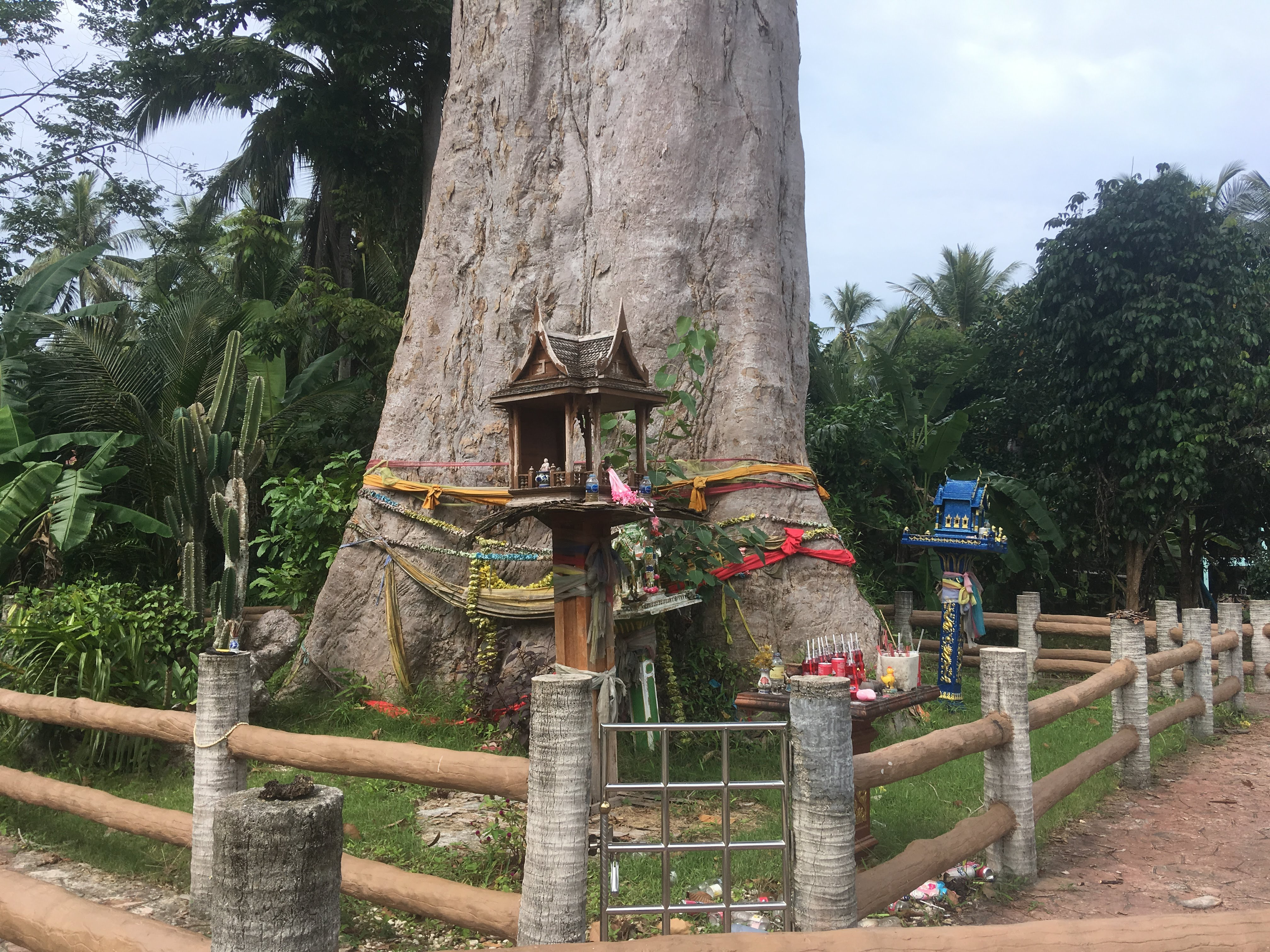
Un arbre vénéré. 14,64 mètres de circonférence ; 400 ans.

## Un arbre parfois vénéré en Thaïlande
Le dipterocarpus altus est imposant. Il est parfois vénéré quand on croit qu'il abrite un "esprit" bienveillant ou malveillants : une Dame de l'arbre (Nang Mai / นางไม้) ou un Monsieur de l'arbre, entité de la nature (ผีต้นไม้). Dans ce cas, on l'orne de pièces de tissus, de soie et d'étoffes.
Dans la forêt, les Dames de l'arbre les plus célèbres sont : Dame Ta-khian (นางตะเคียน / Nang Takian) qui habite un arbre Hopea odorata (en thai : ตะเคียน), réalise de nombreux miracles comme avoir de la chance aux jeux et apparaît parfois sous la forme d'une belle femme portant des vêtements traditionnels thaïlandais de couleur rouge ou brun ; et Dame Tani ( นางตานี / Nang Tani), vêtue de vert dans sa forme humaine, qui habite un bananier et qui punit les hommes infidèles (c'est pourquoi elle est crainte et que les thaïlandais refusent de planter des bananiers dans l’enceinte d’une maison).
Pen-ek Ratanaruang dans son film Nang Mai (La Nymphe) raconte l'histoire d'un de ces arbres.

## Répartition
Forêts de dipterocarpacées (dipterocarpaceae) et de bords de rivière, îles Andaman, Assam (Nord-Est de l'Inde), Myanmar (Birmanie), Cambodge, Philippines, Thaïlande et Vietnam.

## Préservation
Cette espèce est en danger de disparition du fait de la déforestation.

## Source d'inspiration biomimétique
Les propriétés particulières de rotation et sustentation de la graine ailée de cet arbre a inspiré (biomimétisme) des chercheurs pour la création d'essaims de petits engins aéroportés susceptibles de transporter des capteurs utiles pour le monitoring de l'environnement, mesurant par exemple la teneur de l'air en particules.